# Tréméreuc
Tréméreuc [tʁemeʁœk] est une commune française située dans le département des Côtes-d'Armor, en région Bretagne.

## Géographie
Située à 9 km au sud de Dinard, à 5 km à l'ouest de la Rance, dans le canton de Ploubalay, à la limite du département d'Ille-et-Vilaine où elle jouxte la commune de Pleurtuit au nord, la commune de Tréméreuc a son point haut à l'est à 80 m, avec des landes et, au-delà du bourg, descend vers l'ouest jusqu'au Frémur à 20 m.
Le sous-sol granitique a pu fournir un granite de bonne qualité. Ainsi, vers 1847, la carrière de Rochefort a compté - marginalement - parmi la dizaine de carrières qui ont approvisionné la construction du viaduc de Dinan.
|                   | Pleurtuit Ille-et-Vilaine | Pleurtuit Ille-et-Vilaine |
| Beaussais-sur-Mer | Tréméreuc                 | Pleurtuit Ille-et-Vilaine |
|                   | Pleslin-Trigavou          | Pleurtuit Ille-et-Vilaine |

### Hydrographie
Pour un article plus général, voir Réseau hydrographique des Côtes-d'Armor.
La commune est située dans le bassin Loire-Bretagne. Elle est drainée par le Frémur,.
Le Frémur, d'une longueur de 21 km, prend sa source dans la commune de Corseul et se jette  dans le golfe de Saint-Malo en limite de Lancieux et de Saint-Briac-sur-Mer.  Les caractéristiques hydrologiques du Frémur [de Lancieux] sont données par la station hydrologique située sur la commune de Pleslin-Trigavou. Le débit moyen mensuel est de 0,23 m3/s. Le débit moyen journalier maximum est de 6,27 m3/s, atteint lors de la crue du 28 décembre 1999. Le débit instantané maximal est quant à lui de 10,8 m3/s, atteint le 25 mai 2010.
Un plan d'eau complète le réseau hydrographique : le complexe du Bois Joli, d'une superficie totale de 50,7 ha (6,88 ha sur la commune),.

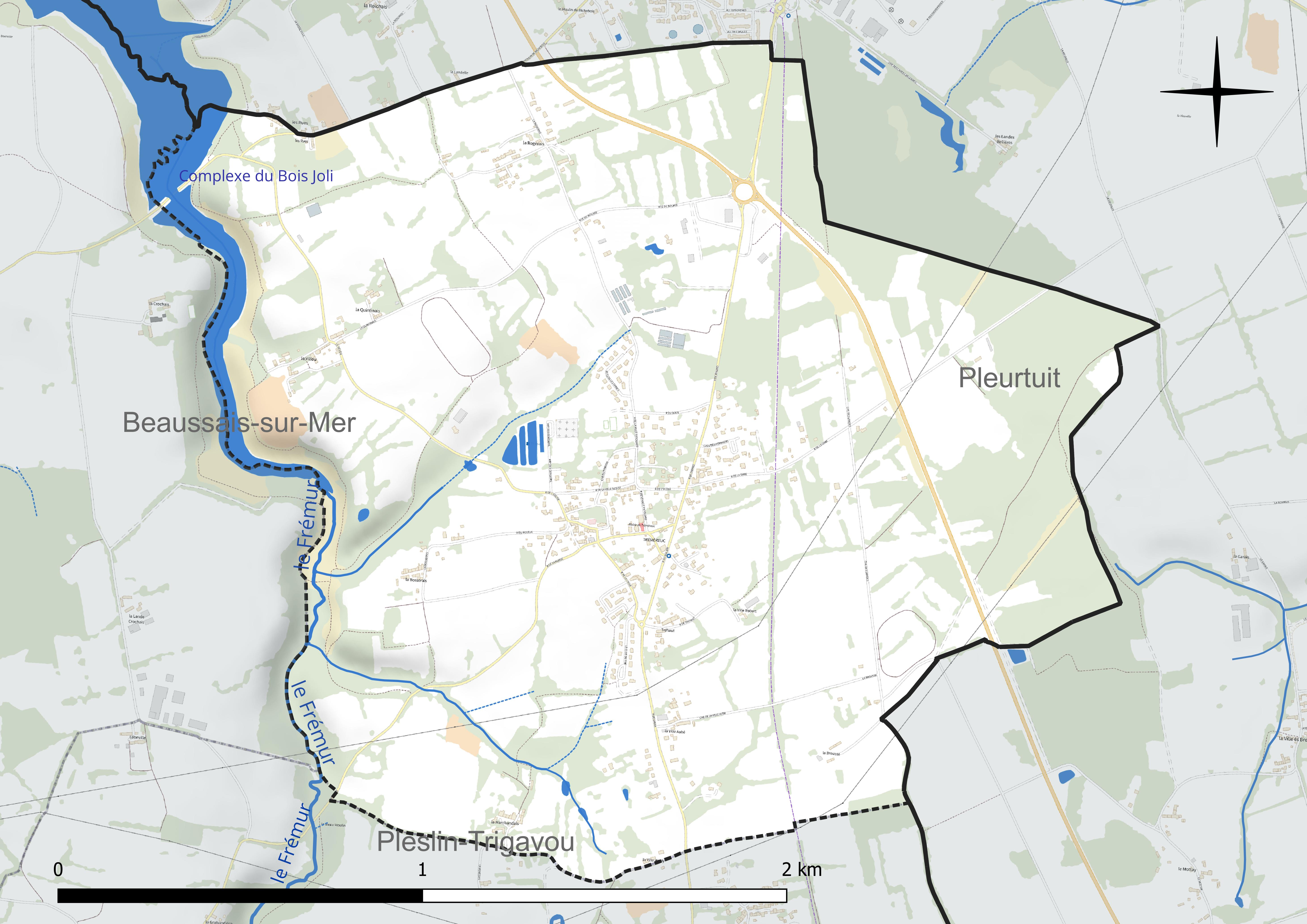
Réseau hydrographique de Tréméreuc.

### Climat
Pour des articles plus généraux, voir Climat de la Bretagne et Climat des Côtes-d'Armor.
En 2010, le climat de la commune est de type climat océanique franc, selon une étude du CNRS s'appuyant sur une série de données couvrant la période 1971-2000. En 2020, Météo-France publie une typologie des climats de la France métropolitaine dans laquelle la commune est exposée à un climat océanique et est dans la région climatique  Bretagne orientale et méridionale, Pays nantais, Vendée, caractérisée par une faible pluviométrie en été et une bonne insolation. Parallèlement l'observatoire de l'environnement en Bretagne publie en 2020 un zonage climatique de la région Bretagne, s'appuyant sur des données de Météo-France de 2009. La commune est, selon ce zonage, dans la zone « Intérieur », exposée à un climat médian, à dominante océanique.
Pour la période 1971-2000, la température annuelle moyenne est de 11,3 °C, avec  une amplitude thermique annuelle de 11,7 °C. Le cumul annuel moyen de précipitations est de 733 mm, avec 11,8 jours de précipitations en janvier et 6,3 jours en juillet. Pour la période 1991-2020, la température moyenne annuelle observée sur la station météorologique la plus proche, située sur la commune de Pleurtuit à 2 km à vol d'oiseau, est de 11,9 °C et le cumul annuel moyen de précipitations est de 752,0 mm,. Pour l'avenir, les paramètres climatiques de la commune estimés pour 2050 selon différents scénarios d’émission de gaz à effet de serre sont consultables sur un site dédié publié par Météo-France en novembre 2022.

## Urbanisme

### Typologie
Au 1er janvier 2024, Tréméreuc est catégorisée commune rurale à habitat dispersé, selon la nouvelle grille communale de densité à 7 niveaux définie par l'Insee en 2022.
Elle appartient à l'unité urbaine de Dinard, une agglomération inter-départementale dont elle est une commune de la banlieue,. Par ailleurs la commune fait partie de l'aire d'attraction de Saint-Malo, dont elle est une commune de la couronne,. Cette aire, qui regroupe 35 communes, est catégorisée dans les aires de 50 000 à moins de 200 000 habitants,.

### Occupation des sols
L'occupation des sols de la commune, telle qu'elle ressort de la base de données européenne d’occupation biophysique des sols Corine Land Cover (CLC), est marquée par l'importance des territoires agricoles (73 % en 2018), en diminution par rapport à 1990 (75,5 %). La répartition détaillée en 2018 est la suivante : 
terres arables (31,9 %), zones agricoles hétérogènes (26,7 %), forêts (16,9 %), prairies (14,4 %), zones urbanisées (8,1 %), espaces verts artificialisés, non agricoles (1,8 %), eaux continentales (0,2 %). L'évolution de l’occupation des sols de la commune et de ses infrastructures peut être observée sur les différentes représentations cartographiques du territoire : la carte de Cassini (XVIIIe siècle), la carte d'état-major (1820-1866) et les cartes ou photos aériennes de l'IGN pour la période actuelle (1950 à aujourd'hui).

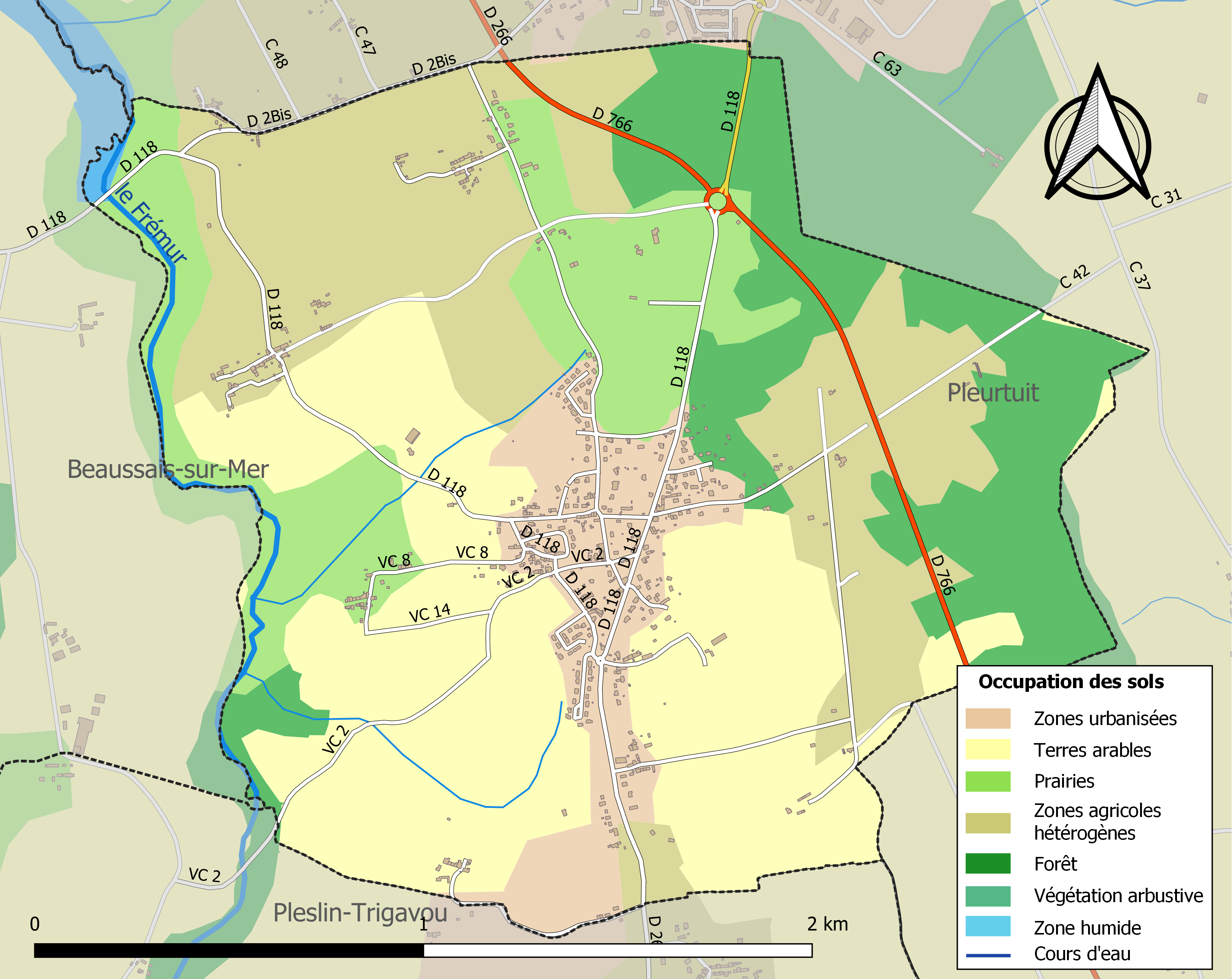
Carte des infrastructures et de l'occupation des sols de la commune en 2018 (CLC).

## Toponymie
Le nom de la localité est attesté sous les formes Ecclesia Sainte Marie de Tremerreuc en 1163, Tremaruc à la fin du XIIe siècle, Tresmesroc en 1241, Tremerreuc et Tremerouc en 1277, Tremeroc vers 1330, Tremarreuc en 1337, Tremerreuc et Tremerrouc en 1363, Tremerreuc en 1405.
Le nom de la commune procède du vieux breton trev qui signifie « village subdivision de paroisse », et de l’anthroponyme vieux breton Meroc / Meiroc, forme adjectivale dérivée du nom de Marie, ce qui implique un culte à la Vierge Marie. Tréméreuc signifierait donc « village de la Vierge Marie ».

## Histoire

### Le Néolithique
La commune a autrefois comporté une motte castrale, arasée au début du siècle dernier et que rappelle le nom de la place de la Butte, près de l'église.

### Le Moyen Âge
La paroisse est un démembrement de l'ancienne paroisse primitive de Pleurtuit. Une famille chevaleresque de Tréméreuc était connue dès le XIIe siècle.

### L'Époque moderne
La première municipalité fut élue au début de 1790. La commune était habitée par des cultivateurs et surtout par des marins faisant la grande pêche.
Au XIXe siècle, ses « cimeriaux », des craquelins, étaient célèbres alentour.

### LeXXesiècle

#### Les guerres duXXesiècle
Le monument aux morts porte les noms des 17 soldats morts pour la Patrie :
- 14 sont morts durant la Première Guerre mondiale ;
- 3 sont morts durant la Seconde Guerre mondiale.

En août 1944, la situation du territoire communal juste aux abords de la poche de Saint-Malo, côté ouest, lui valut d'être le terrain de durs combats qui opposèrent troupes américaines et allemandes à proximité de l'aérodrome de Pleurtuit, commune sur le territoire de laquelle tombèrent un nombre important de GI du 121e régiment de la 8e division d'infanterie.

### L'Époque contemporaine
On compte une cinquantaine de résidences secondaires sur cette commune.

## Politique et administration
| Période                                  | Période                      | Identité           | Étiquette | Qualité                    |
| ---------------------------------------- | ---------------------------- | ------------------ | --------- | -------------------------- |
| Les données manquantes sont à compléter. |                              |                    |           |                            |
| ?                                        | mars 1959                    | Célestin Lemaître  |           |                            |
| mars 1959                                | mars 1977                    | Marie-Ange Méheust |           | Retraité de la gendarmerie |
| mars 1977                                | mars 2001                    | Jules Pédron       |           | Clerc de notaire           |
| mars 2001                                | mars 2014                    | Pierre Laferté     | PS        | Retraité                   |
| mars 2014                                | En cours (au 5 juillet 2020) | Bruno Fontaine     | SE        | Employé                    |

## Démographie
L'évolution du nombre d'habitants est connue à travers les recensements de la population effectués dans la commune depuis 1793. Pour les communes de moins de 10 000 habitants, une enquête de recensement portant sur toute la population est réalisée tous les cinq ans, les populations de référence des années intermédiaires étant quant à elles estimées par interpolation ou extrapolation. Pour la commune, le premier recensement exhaustif entrant dans le cadre du nouveau dispositif a été réalisé en 2004.

En 2022, la commune comptait 728 habitants, en évolution de −4,34 % par rapport à 2016 (Côtes-d'Armor : +1,78 %, France hors Mayotte : +2,11 %).
| 1793 | 1800 | 1806 | 1821 | 1831 | 1836 | 1841 | 1846 | 1851 |
| ---- | ---- | ---- | ---- | ---- | ---- | ---- | ---- | ---- |
| 416  | 417  | 458  | 476  | 527  | 563  | 577  | 601  | 565  |

| 1856 | 1861 | 1866 | 1872 | 1876 | 1881 | 1886 | 1891 | 1896 |
| ---- | ---- | ---- | ---- | ---- | ---- | ---- | ---- | ---- |
| 511  | 557  | 577  | 530  | 566  | 576  | 578  | 570  | 575  |

| 1901 | 1906 | 1911 | 1921 | 1926 | 1931 | 1936 | 1946 | 1954 |
| ---- | ---- | ---- | ---- | ---- | ---- | ---- | ---- | ---- |
| 540  | 566  | 546  | 502  | 510  | 513  | 502  | 479  | 423  |

| 1962 | 1968 | 1975 | 1982 | 1990 | 1999 | 2004 | 2006 | 2009 |
| ---- | ---- | ---- | ---- | ---- | ---- | ---- | ---- | ---- |
| 416  | 371  | 389  | 450  | 560  | 566  | 556  | 560  | 611  |

| 2014 | 2019 | 2022 | - | - | - | - | - | - |
| ---- | ---- | ---- | - | - | - | - | - | - |
| 725  | 711  | 728  | - | - | - | - | - | - |

## Lieux et monuments

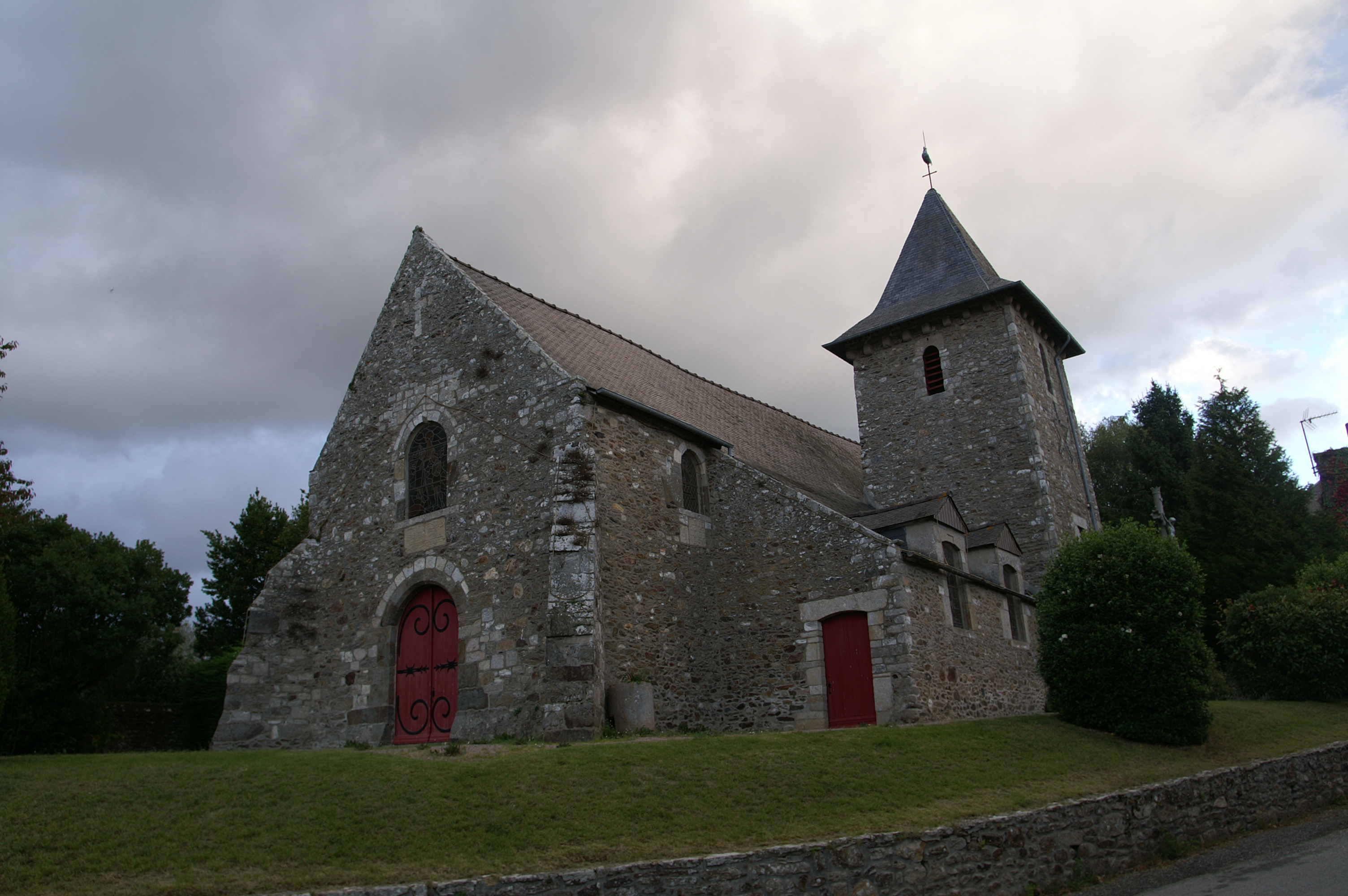
L'église Saint-Laurent.

- Église Saint-Laurent. Trapue, au clocher pointu sur une tour quadrangulaire, elle est entourée d'un cimetière jusqu'en 1977 et dédiée à saint Laurent qu'un grand tableau du XVIIe siècle derrière le maître-autel, représente au supplice sur le gril. On y voit aussi un imposant retable tabernacle en bois doré datant de 1670. D'origine romane, l'église a été restaurée au XVIIe et au XVIIIe siècle. Outre les nombreux vitraux, on remarque à l'intérieur des statues en bois polychrome de saint Guillaume et de saint Laurent. Les maisons du bourg comportent de jolies lucarnes à linteaux de granite cintrés. Le bourg a aussi une croix de granite ancienne dans une ancienne cour de ferme.
- Le Val du Frémur, aménagé en réserve d'eau offre, de ses berges, une jolie promenade à pied.
- Un golf de 9 trous est situé à l'entrée sud du bourg, sur l'ancienne route Dinan-Dinard.
- Un four à pain a été créé par des personnes de la commune.
- Une aire de repos se trouve près du rond-point à l'entrée de Pleurtuit.

## Personnalités
- Marie Rose Emilie Le Feuvre (fille de Pierre marin et marchand malouin), née le 4.01.1869 à Tréméreuc ; émigre en Australie en 1878 où elle se marie et aura 11 enfants.
- Catherine De La Motte (fille de Claudine Sarazin et Domique De La Motte), née le 6.09.1899 ; exilée aux Etats-Unis, elle devient une grande scientifique dans le domaine de la recherche médicale pendant la Seconde Guerre mondiale.

## Héraldique
| Blason de Tréméreuc | Blason  | Écartelé: au 1er d'argent à cinq mouchetures d'hermine de sable posées en sautoir, aux 2) échiqueté en tires de 3 points de gueules et d'argent , au 3) échiqueté aussi en tires de 3 points mais d'argent et de gueules, au 4) d'argent à une féodale, sommée d'un donjon du champ, maçonné et couvert de sable, et mouvant d'une rivière zigzaguant d'azur d'un flanc à l'autre. |
| Blason de Tréméreuc | Détails | Le statut officiel du blason reste à déterminer. |
| Blason de Tréméreuc | Alias   | Échiqueté d'argent et de gueules de six tires (ancien blason, de Geoffroy de Tréméreuc, seigneur du lieu) |